# Iucșa
Iucșa – wieś w Rumunii, w okręgu Neamț, w gminie Bozieni. W 2011 roku liczyła 606 mieszkańców.